# Piżmian jadalny
Piżmian jadalny (Abelmoschus esculentus) – gatunek jadalnej rośliny jednorocznej z rodziny ślazowatych (malwowatych). Uprawiany jest w wielu krajach o klimacie tropikalnym lub subtropikalnym.

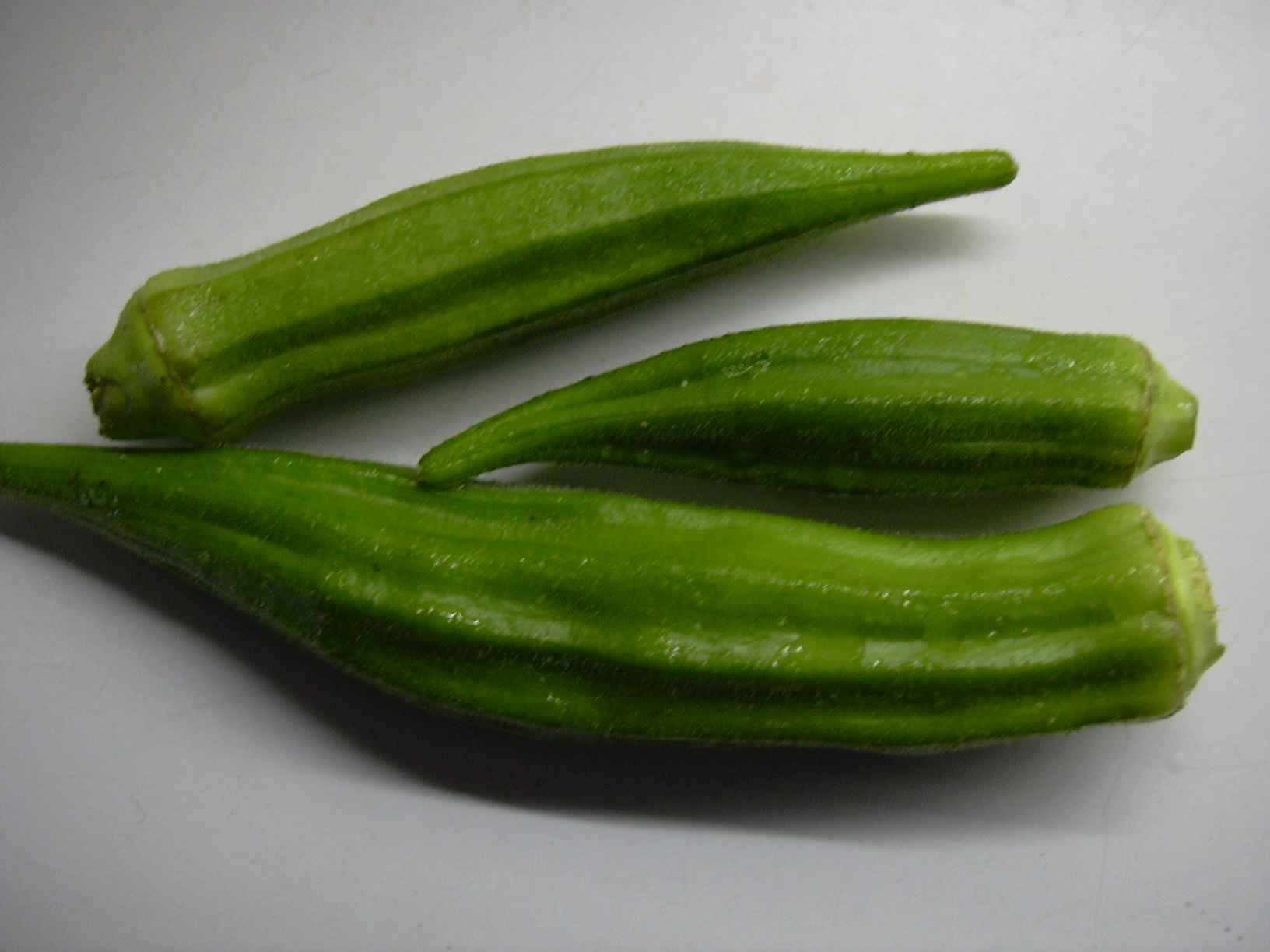
Owoce

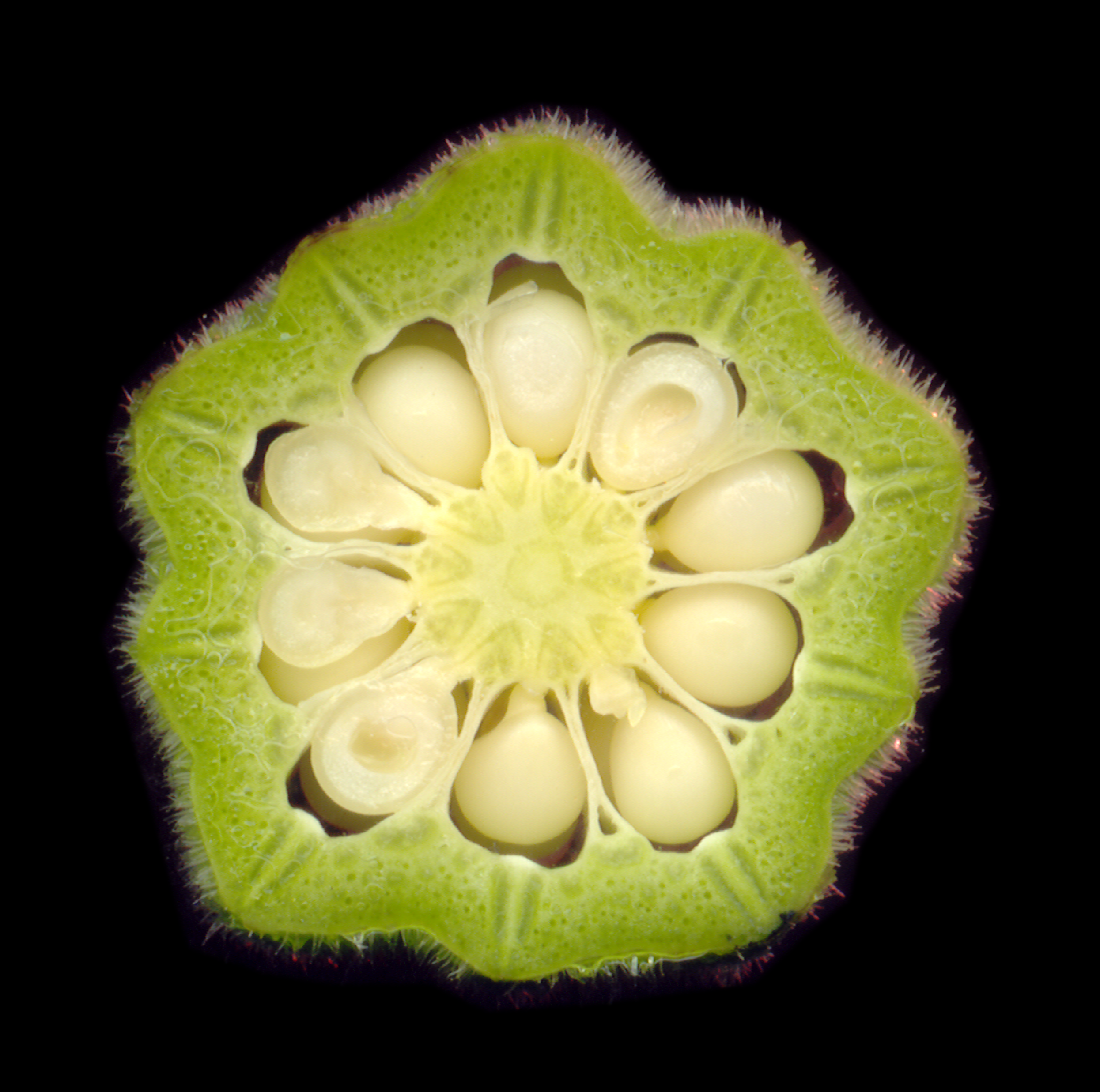
Owoc w przekroju

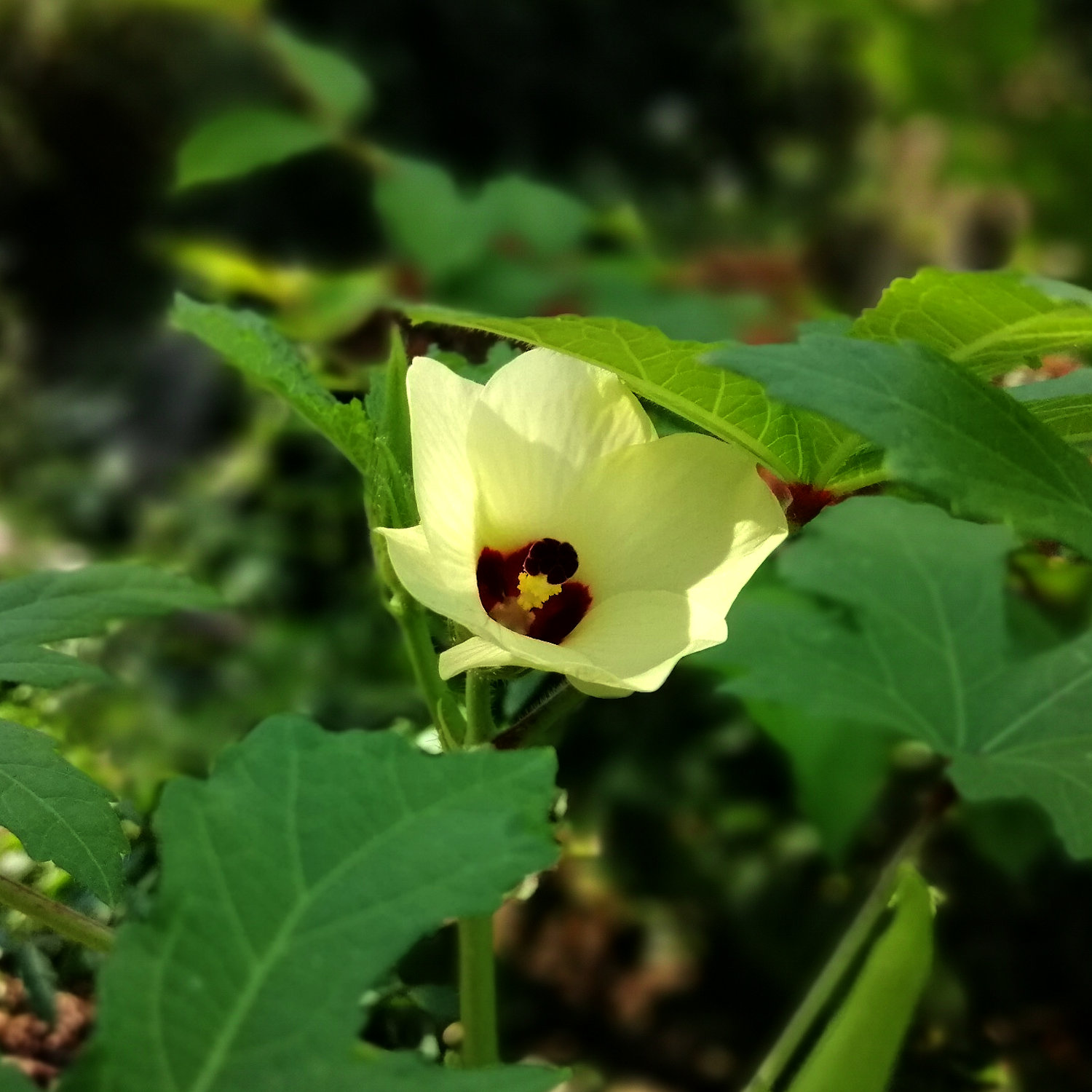
Kwiat okry wyhodowanej w doniczce

## Morfologia
PokrójRoślina o wysokości 1-4 m.
LiścieSkrętoległe, dłoniaste, 3-7 klapowane, o piłkowanych brzegach.
KwiatyŻółte, kielich długości do 4,5 cm. Mają 5 płatków (dołem podbarwionych na czerwono), 1 słupek i liczne pręciki zrośnięte w rurkę.
OwoceZielona torebka o długości do 30 cm.

## Zastosowanie
Niedojrzałe owoce (najczęstsze zwyczajowe nazwy: okra z igbo "ọ́kụ̀rụ̀", gombo z języków bantu, bhindi z hindi, lady's fingers) są spożywane po ugotowaniu jako jarzyna, czasami również na surowo.